# 1880
1880 (MDCCCLXXX) var ett skottår som började en torsdag i den gregorianska kalendern och ett skottår som började en tisdag i den julianska kalendern.

## Händelser

### Februari
- 2 februari – De första elektriska gatljusen installeras i Wabash, Indiana, USA.[1]

### April
- 19 april – Louis De Geer d.ä. avgår som svensk statsminister och efterträds av Arvid Posse.[2]

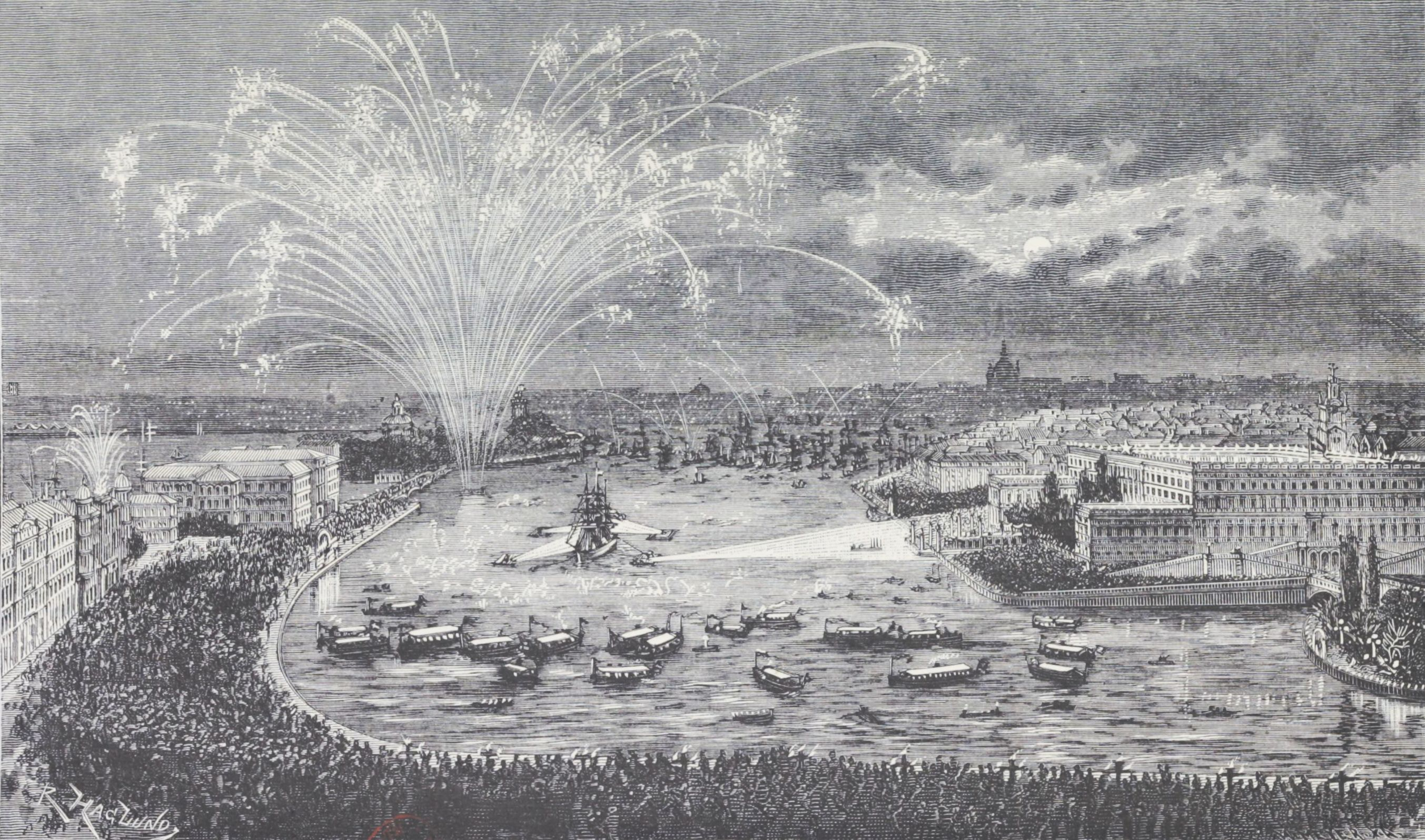
Vegaexpeditionen.

- 24 april – Vegaexpeditionen återvänder till Stockholm, Sverige efter att Adolf Erik Nordenskiöld med fartyget Vega har fullbordat Nordostpassagen.[3]

### Juli
- 27 juli – Slaget vid Maiwand under andra afghankriget utkämpas.

### September
- 1 september
  - Slaget vid Kandahar innebär slutet på andra afghankriget, som började 1878.
  - Storbritannien ger bort alla kvarstående brittiska besittningar i Nordamerika och Norra ishavet utom Newfoundland till Kanada.[4]

### November

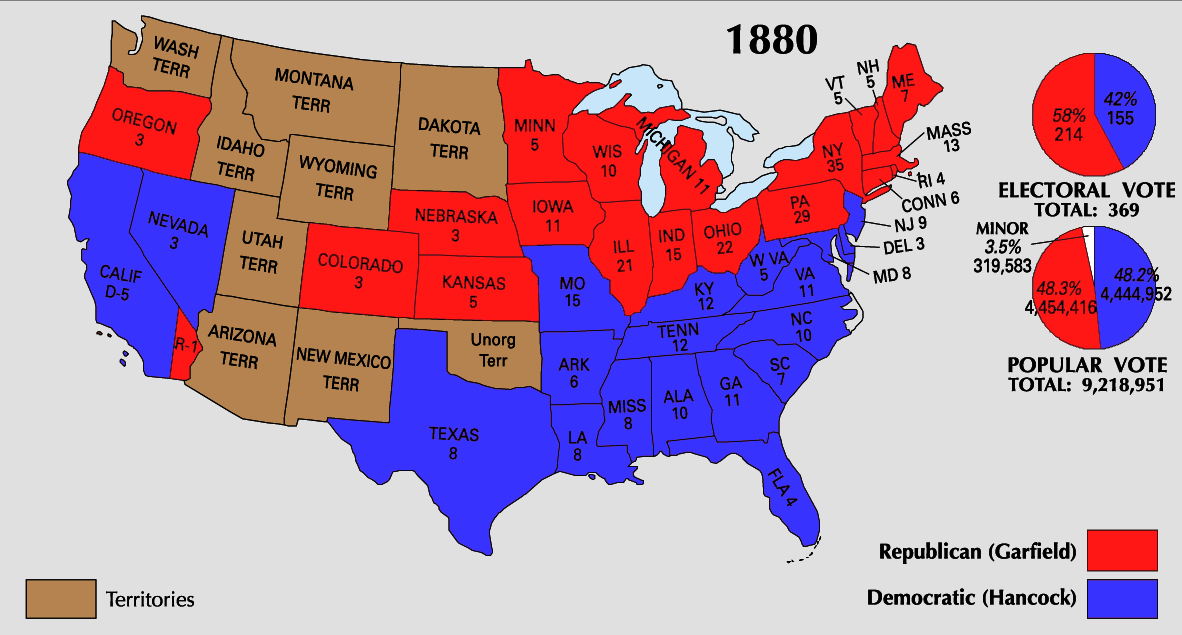
Presidentval i USA.

- 2 november – Republikanen James Garfield besegrar demokraten Winfield Hancock vid presidentvalet i USA.

### Okänt datum
- Den första ångdrivna spårvagnen börjar rulla i Stockholm.
- Artur Hazelius museum, Skandinavisk-Etnografiska samlingen, byter namn till Nordiska museet under mottot "Känn dig själv".
- Stockholms Bell Telefonaktiebolag grundas och öppnar Sveriges första telefonstation i Stockholm.
- I ett försök att avsätta Brännvinskungen L.O. Smith från stämman i det spritbolag han äger utlyses extra bolagsstämma, just som Smith med familj har rest på semester. I Cadiz får Smith ett telegram, som varnar om detta, varpå han med privathyrt tåg på rekordfart beger sig till Stockholm och hinner fram till stämman i tid för att stäcka planerna.
- Föreningen för sömmerskor grundas av Elisabeth Nyström.
- Vita slavhandelsaffären äger rum i Bryssel.

## Födda

### Första kvartalet

#### Januari
- 10 januari – Gull Natorp, svensk skådespelare. (död 1962)
- 26 januari – Douglas MacArthur, amerikansk general, ÖB under Koreakriget. (död 1964)

#### Februari
- 8 februari – Franz Marc, tysk konstnär. (död 1916)
- 16 februari – Hjalmar Lundgren, svensk författare. (död 1953)
- 23 februari
  - Roy D. Chapin, amerikansk biltillverkare och politiker. (död 1936)
  - Albert Niemann, tysk barnläkare. (död 1921)
- 26 februari – Karin Smirnoff, finlandssvensk författare och dramatiker. (död 1973)

#### Mars
- 2 mars – Ivar Kreuger, svensk företagsledare, finansman och civilingenjör. (död 1932)
- 5 mars – Adrian Molin, svensk sociolog och politiker. (död 1942)
- 21 mars – Hans Hofmann, tysk konstnär. (död 1966)
- 28 mars – Aurore Palmgren, svensk skådespelare. (död 1961)

### Andra kvartalet

#### April
- 3 april – Yngwe Nyquist, svensk skådespelare, opera- och operettsångare. (död 1949)
- 4 april – Elvin Ottoson, svensk sångare, skådespelare och regissör. (död 1950)
- 23 april
  - Erling Eidem, svensk ärkebiskop 1931–1950. (död 1972)
  - Michel Fokine, rysk balettdansör och koreograf. (död 1942)
- 29 april – Ali Fethi Okyar, turkisk diplomat och politiker. (död 1943)

#### Maj
- 4 maj – Bruno Taut, tysk arkitekt och stadsplanerare. (död 1938)
- 6 maj – Ernst Ludwig Kirchner, tysk målare, expressionist. (död 1938)
- 10 maj – Robert Jonsson, svensk skådespelare och sångare. (död 1960)
- 16 maj – Joachim Holst-Jensen, norsk skådespelare. (död 1963)
- 17 maj – Gustav Hedenvind-Eriksson, svensk arbetarförfattare. (död 1967)
- 27 maj – Gerhard Henning, svensk-dansk skulptör. (död 1967)

#### Juni
- 3 juni – Hildur Lithman, svensk skådespelare. (död 1966)
- 8 juni – Ivan Hedqvist, svensk skådespelare och regissör. (död 1935)
- 17 juni – Carl Van Vechten, amerikansk fotograf och författare. (död 1964)
- 27 juni – Helen Keller, amerikansk författare, aktivist och föreläsare. (död 1968)
- 29 juni – Ludwig Beck, tysk militär, arméstabschef 1935–1938. (död 1944)

### Tredje kvartalet

#### Juli
- 7 juli – Otto Frederick Rohwedder, amerikansk uppfinnare, patenterade den första kommersiella brödskivningsmaskinen. (död 1960)
- 12 juli – Tod Browning, amerikansk filmregissör och skådespelare. (död 1962)
- 14 juli – Gustav Fonandern, svensk arkitekt, sångare, textförfattare och skådespelare. (död 1960)
- 22 juli – Charles W. Tobey, amerikansk politiker, senator 1939–1953. (död 1953)
- 24 juli – Ernest Bloch, amerikansk kompositör. (död 1959)
- 26 juli – Bror Abelli, svensk regissör, skådespelare, sångare, författare och biografägare. (död 1962)

#### Augusti
- 4 augusti – Werner von Fritsch, tysk militär, arméchef 1935–1938. (död 1939)
- 12 augusti – Ivar Sköldén, svensk lantbrukare och politiker (bondeförbundet). (död 1971)
- 22 augusti – Gorch Fock, tysk författare och besättningsman. (död 1916)
- 25 augusti – Robert Stolz, österrikisk kompositör. (död 1975)
- 26 augusti – Guillaume Apollinaire, fransk poet. (död 1918)
- 31 augusti – Vilhelmina av Nederländerna, drottning av Nederländerna 1890–1948. (död 1962)

#### September
- 12 september – Fritz Kärfve, svensk konstnär. (död 1967)
- 19 september – José Gomes Abreu, brasiliansk kompositör. (död 1935)
- 22 september – Christabel Pankhurst, brittisk politiker, kvinnorättskämpe. (död 1958)
- 25 september – Aron Gustafsson, svensk lantbrukare och politiker (bondeförbundet). (död 1963)
- 27 september – Jacques Thibaud, fransk violinist. (död 1953)

### Fjärde kvartalet

#### Oktober
- 3 oktober – Gustaf Bergman, svensk skådespelare, teaterchef, manusförfattare och operaregissör. (död 1952)
- 7 oktober – Conrad Albrecht, tysk sjömilitär. (död 1969)
- 14 oktober – Vilhelm Ekelund, svensk författare. (död 1949)
- 21 oktober – Viking Eggeling, svensk konstnär och filmare. (död 1925)

#### November
- 1 november – Alfred Wegener, tysk meteorolog, geolog - kontinentaldriftsteorin. (död 1930)
- 6 november – Robert Musil, österrikisk författare. (död 1942)
- 15 november – John Ekman, svensk skådespelare. (död 1949)
- 20 november – Fred R. Zimmerman, amerikansk politiker, guvernör i Wisconsin 1927–1929. (död 1954)
- 25 november
  - Anna Flygare-Stenhammar, svensk skådespelare. (död 1968)
  - Leonard Woolf, brittisk författare. (död 1969)
- 27 november – Roscoe C. McCulloch, amerikansk republikansk politiker, senator 1929–1930. (död 1958)
- 28 november – Aleksandr Blok, rysk poet. (död 1921)

#### December
- 2 december – Geoffrey Lawrence, brittisk jurist. (död 1971)
- 3 december – Fedor von Bock, tysk militär. (död 1945)
- 12 december – Hedvig Nenzén, svensk skådespelare. (död 1962)
- 21 december – David A. Reed, amerikansk republikansk politiker, senator 1922–1935. (död 1953)
- 26 december
  - Albert Sézary, fransk dermatolog. (död 1956)
  - Gösta Sjöberg, svensk journalist, tidningsman, författare och manusförfattare. (död 1967)
- 31 december
  - George C. Marshall, amerikansk militär och politiker, utrikesminister 1947–1949, mottagare av Nobels fredspris. (död 1959)
  - Margot Ryding, svensk skådespelare. (död 1971)

## Avlidna

### Första kvartalet

#### Januari
- 4 januari – Anselm Feuerbach, 50, tysk konstnär.
- 21 januari – Johann August Vullers, 76, tysk orientalist.
- 30 januari – Paul Devaux, 78, belgisk politiker.

#### Februari
- 14 februari – Samuel G. Arnold, 58, amerikansk republikansk politiker, senator 1862–1863.

#### Mars
- 10 mars – Thekla Knös, 64, svensk författare.
- 29 mars – Constantin Hansen, 75, dansk konstnär.

### Andra kvartalet

#### April

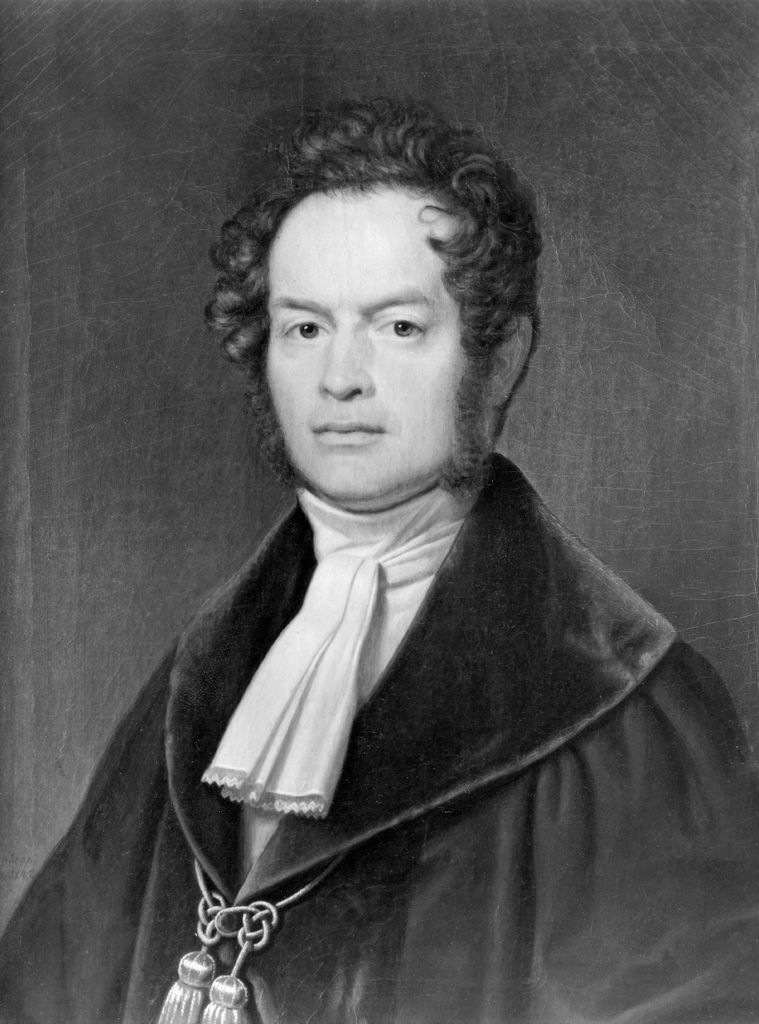
Den tyske juristen och politikern August Ludwig Reyscher avled den 1 april, 77 år gammal.

- Den tyske juristen och politikern August Ludwig Reyscher avled den 1 april, 77 år gammal.1 april – August Ludwig Reyscher, 77, tysk jurist och politiker.
- 5 april – Friedrich Harms, 60, tysk filosof.
- 18 april – Gerardus Johannes Mulder, 77, nederländsk kemist.
- 29 april – Joseph Vinoy, 79, fransk militär och politiker.
- 30 april – Carl Heinrich Hermann, 78, tysk målare.

#### Maj
- 4 maj – Edward Clark, 65, amerikansk militär och politiker.
- 8 maj – Gustave Flaubert, 58, fransk författare.
- 20 maj
  - Axel Adlercreutz, 59, svensk hovrättspresident, statsråd, riksdagsman 1847–1866 och 1877-1880, statsminister 1870–1874.
  - Henry S. Foote, 76, amerikansk politiker.
- 25 maj – Robert Fredrik von Kraemer, 88, svensk friherre, landshövding i Uppsala 1830–1862.

#### Juni
- 11 juni – John Wood, 81, amerikansk republikansk politiker, guvernör i Illinois 1860–1861.
- 13 juni
  - James A. Bayard, Jr., 80, amerikansk demokratisk politiker, senator 1851–1864 och 1867–1869.
  - Heinrich Strack, 75, tysk arkitekt.
- 17 juni – James B. Howell, 67, amerikansk republikansk politiker, senator 1870–1871.

### Tredje kvartalet

#### Juli
- 4 juli – Leonidas Sexton, 53, amerikansk republikansk politiker, kongressledamot 1877–1879.

#### Augusti
- 9 augusti – William Bigler, 66, amerikansk demokratisk politiker.
- 16 augusti – Herschel Vespasian Johnson, 63, amerikansk politiker och jurist.
- 30 augusti – J.W. Henderson, 63, amerikansk demokratisk politiker.

#### September
- 20 september – August Wilhelm Stiernstedt, 67, svensk friherre, riksheraldiker och numismatiker.

### Fjärde kvartalet

#### Oktober
- 13 oktober – Peleg Sprague, 87, amerikansk politiker och jurist.
- 23 oktober – Bettino Ricasoli, 71, italiensk statsman.

#### November
- 7 november – Carl Friedrich Weitzmann, 72, tysk musiker.
- 22 november – Helge Palmcrantz, 38, svensk uppfinnare och industriman.

#### December
- 22 december – George Eliot, 61, brittisk författare.

### Fotnoter
1. ↑  ”Brush Arc Lighting”. Arkiverad från originalet den 16 juni 2016. https://web.archive.org/web/20160616231112/http://electricmuseum.com/?p=434. Läst 12 februari 2011.
2. ↑  - World Statesmen
3. ↑  Färden med Vega Arkiverad 6 juni 2015 hämtat från the Wayback Machine.
4. ↑  World Statesmen (läst 3 april 2011)